# Somayya Jabarti
Somayya Anwar Jabarti (em árabe: سمية أنور جبرتي; nascida em 1970/1971) é a primeira mulher editora-chefe de um jornal nacional da Arábia Saudita, o Saudi Gazette.
Somayya fez reportagens sobre uma série de assuntos, desde questões femininas até a renúncia do ex-presidente egípcio Hosni Mubarak. Ela foi a única repórter saudita a estar presente em meio à revolução Egípcia na Praça Tahrir, em 2011.[carece de fontes?]
Em 2023, Somayya Anwar Jabarti foi escolhida membro do Comitê de Mídia do Conselho Saudita Shoura.

## Vida pessoal
Somayya Anwar Jabarti é filha da Dra. Tawfiq e tem três irmãs e dois irmãos.

## Reconhecimentos
- 2015 - Somayya foi selecionada como uma das 100 mulheres mais inspiradoras do mundo pela BBC em 2015.[1]